# Didemnum perlucidum
Didemnum perlucidum är en sjöpungsart som beskrevs av Monniot 1983. Didemnum perlucidum ingår i släktet Didemnum och familjen Didemnidae. Inga underarter finns listade i Catalogue of Life.